# Flik 38
A Fliegerkompanie 38 (rövidítve Flik 38, magyarul 38. repülőszázad) az osztrák-magyar légierő egyik repülőszázada volt.

## Története
A századot 1916-ban állították fel, majd kiképzése után 1917. január 1-én a Máramarossziget és Aknaszlatina közötti tábori repülőtéren határozták meg bázisát. Röviddel ezután a század néhány repülőgépét Alsóvisóba irányították, ahol a Kárpát-hadtest számára végeztek felderítéseket. 1917. július 25-én az egész légierőt átszervezték; ennek során a század hadosztályfelderítői feladatot kapott (neve ekkortól Divisions-Kompanie 38, Flik 38D). Az év végén az egység átkerült Budenibe. Az oroszokkal kötött fegyverszünet után az olasz frontra, Pordenonéba dobták át őket. 1918 nyarán San Vendemianóba  vezényelték és a 6. hadsereg részeként harcolt a Piave-offenzívában. 1918 szeptemberében egy újabb átszervezés során csatarepülő- és oltalmazó vadászszázaddá (Schutzflieger- und Schlachtflieger-Kompanie 38, Flik 38S) nyilvánították. A háború vége előtt Villachba, majd Klagenfurtba vonták vissza őket.
A háború után a teljes osztrák légierővel együtt felszámolták.

## Századparancsnokok
- Pál Andor főhadnagy
- Szendrey László főhadnagy
- Salamon Ferenc
- Adolf Eichberger főhadnagy

## Századjelzés
A 6. hadsereg alárendeltségében a repülőszázad gépeinek keréktárcsáját négy részre (ritkábban két részre) osztva, felváltva fehérre és feketére festették.  

## Repülőgépek
- Hansa-Brandenburg C.I
- Fokker D.III